# 春日井市立北城小学校
春日井市立北城小学校（かすがいしりつ きたしろしょうがっこう）は、愛知県春日井市金ケ口町にある公立小学校。

## 概要
- 金ケ口町、北城町1-3丁目、北城町4丁目の一部、篠木町8丁目の一部、下市場町、下市場町1-6丁目、十三塚町、大泉寺町、出川町1丁目の一部、出川町の一部、不二ガ丘1-3丁目が校区であり、公立中学校の進学先は春日井市立南城中学校である[1]。

## 沿革
- 1980年（昭和55年）4月1日 - 春日井市立篠木小学校、春日井市立不二小学校から分離し開校。
- 1981年（昭和56年） - 体育館が完成する。
- 2007年（平成19年）4月 - 春日井市立出川小学校を分離する。

## 交通アクセス
- 名鉄バス春日井線「下市場」バス停より徒歩約8分。

勝川駅より【40系統】「藤山台南」行。【41系統】「県医療療育総合センター」行。【43系統】「神領駅北口」行。
- JR東海中央本線神領駅下車、徒歩約25分。

## 周辺施設
- 愛知県立春日井商業高等学校
- 春日井市立南城中学校
- 春日井市立出川小学校
- 東名高速道路春日井IC